# Eriothrix accolus
Eriothrix accolus là một loài ruồi trong họ Tachinidae.